# Schottenstein Center
Value City Arena at the Jerome Schottenstein Center, comumente referida como Schottenstein Center, é uma arena multiuso situada no campus da Universidade Estadual de Ohio, em Columbus, Ohio, Estados Unidos. A arena abriu em 1998 e é atualmente a com maior capacidade dentre as da Big Ten Conference, comportando 19,049 assentos, reduzidos para 18,809 para os campeonatos estaduais de de basquete masculino de Ohio.